# Адамо, Микаэль Муса
Микаэль Муса Адамо (фр. Michael Moussa Adamo, 10 января 1961, Макоку — 20 января 2023, Либревиль) — габонский политик и дипломат.

## Карьера
Мусса Адамо родился 10 января 1961 года в Макоку. Он начинал как ведущий на национальном телевидении. В 2000 году он был назначен начальником штаба министра обороны Али Бонго Ондимба. Когда Бонго был избран президентом в 2009 году, Адамо работал специальным советником Бонго. Мусса Адамо был послом Габона в США с 2011 по 2020 год. После этого он занимал пост министра обороны, а затем стал министром иностранных дел. Он умер 20 января 2023 года от сердечного приступа в ожидании заседания кабинета министров.